# Reina

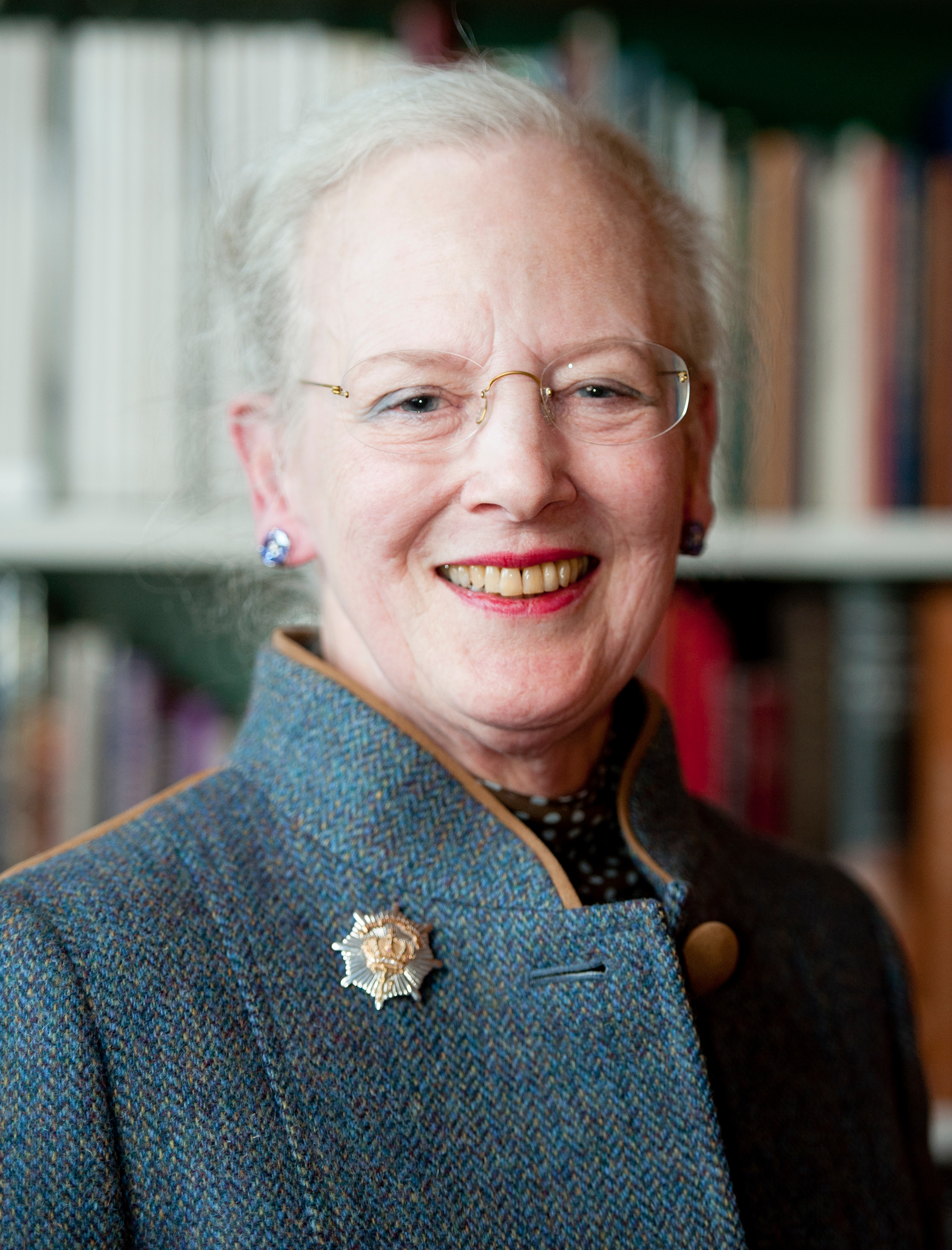
Margarita II de Dinamarca, la última reina en la línea de sucesión hereditaria, abdicó en favor de su hijo.

Una reina es una mujer que gobierna un país por herencia, a diferencia de una reina consorte. Generalmente, una reina asciende al poder tras la muerte del rey o reina anterior, quien suele ser su padre. Un país gobernado por una reina se denomina reino, igual que un país gobernado por un rey (en contraste, el idioma inglés tiene palabras diferentes: "kingdom" y "queendom"). La reina es una figura central en el sistema político conocido como monarquía. 
Popularmente, el término «reina» también se utiliza para referirse a la esposa o viuda de un rey (reina consorte). Sin embargo, una reina en su sentido más preciso es una monarca femenina que llega al poder por herencia. Es importante destacar que el esposo de una reina no siempre recibe el título de rey. Por ejemplo, en Inglaterra la esposa de Jorge VI del Reino Unido, Isabel, era conocida como la reina Isabel. Como Jorge VI no tuvo hijos varones, fue sucedido por su hija mayor, la reina Isabel II. El «II» en su nombre indica que es la segunda Isabel en reinar por herencia, ya que Isabel I también lo hizo por herencia, no por matrimonio. Isabel II estaba casada con el príncipe Felipe, duque de Edimburgo, pero él no se convirtió en rey al ascender ella al trono, dado que no era hijo de reyes. En su lugar, recibió el título de príncipe consorte, similar al de Alberto de Sajonia, el esposo de la reina Victoria. Por el contrario, en España el marido de la reina titular sí recibe el título de rey, siendo el único rey consorte hasta la fecha Francisco de Asís de Borbón.

## Reina reinante
Una reina reinante es la jefa de Estado y ejerce todos los poderes de un soberano, como fue el caso de la reina Victoria del Reino Unido. Una reina reinante pierde su título si abdica (renuncia). Hasta la fecha, ninguna reina ha abdicado en la historia del Reino Unido. Sin embargo, en el Reino de España sí se ha producido la abdicación de una reina titular (Isabel II de España). En el Reino de los Países Bajos ha habido tres abdicaciones, y en Dinamarca, la primera reina mujer también ha abdicado:
- La reina Guillermina abdicó en 1948 y pasó a ser la princesa Guillermina, mientras que su hija, la reina Juliana, la sucedió.
- La reina Juliana abdicó posteriormente y se convirtió en la princesa Juliana.
- La reina Beatriz abdicó en 2013 y pasó a ser la princesa Beatriz.
- La reina Margarita II abdicó en 2024, pero continúa utilizando el título de Reina Margarita de Dinamarca. Su hijo, Federico, ascendió al trono como el rey Federico X.

## Reina consorte

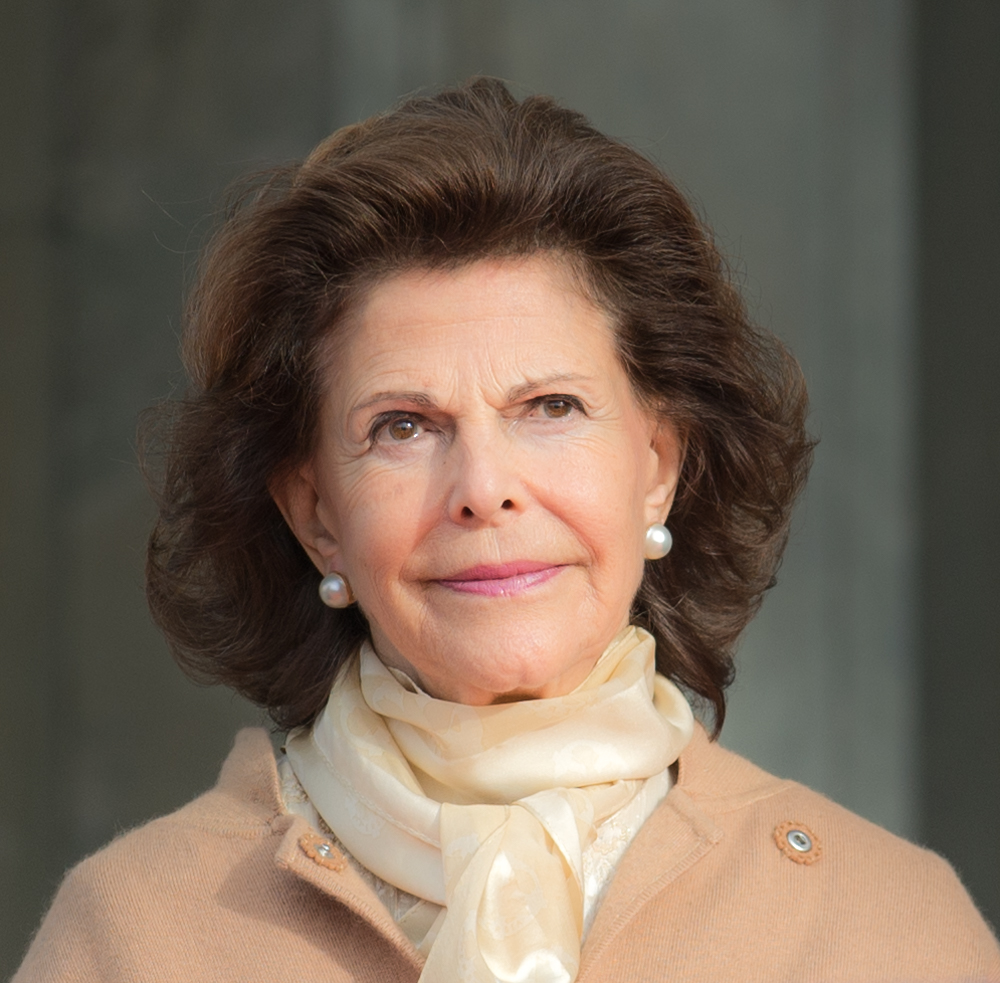
Reina consorte Silvia de Suecia.

Una reina consorte es la esposa de un rey, como las reinas Letizia de España y Camila del Reino Unido. A diferencia de una reina por herencia, la reina consorte no es la jefa de Estado y no ejerce poderes gubernamentales, salvo aquellos que le sean otorgados por el rey o por ley.

## Reina viuda
Una reina viuda es una reina consorte que queda viuda tras la muerte de su esposo. Generalmente, una reina consorte mantiene el título de «Reina» después del fallecimiento de su marido o adopta el de reina madre. Algunos ejemplos son:
- La reina Alejandra, viuda del rey Eduardo VII del Reino Unido.
- La reina María, viuda del rey Jorge V del Reino Unido.
- La reina Isabel, viuda del rey Jorge VI del Reino Unido, quien recibió el título de «Reina Isabel, la Reina Madre» para distinguirla de su hija, la reina Isabel II.